# Свети Николай (Айдонохори)
„Свети Николай“ (на гръцки: Ιερός Ναός Αγίου Νικολάου) е късновъзрожденска православна църква в населишкото село Айдонохори, Егейска Македония, Гърция, част от Сисанийската и Сятищка епархия.
Църквата е построена в 1904 година след разрушаването на по-стария и по-малък храм на същото място. За това свидетелства каменният надпис върху десния западен ъгъл на храма. Иконостасът е от 1906 година.